# Classe Jubilee
La classe Jubilee est une classe de paquebots-mixtes britanniques construite par les chantiers Harland and Wolff de Belfast et mis en service de 1899 à 1901 par la White Star Line. Elle tire son nom de l'époque de mise en service des premiers navires, pour la dernière année du XIXe siècle.
Les navires de cette classe furent destinés à l'exploitation de la ligne Liverpool–Le Cap–Sydney. À cette époque, la compagnie décide de mettre en route un service à destination de l'Australie en passant par Le Cap. De taille modeste, ils sont principalement destinés au transport de marchandises, principalement dans des cales réfrigérées. Ils embarquent cependant 320 à 400 passagers, offrant des installations confortables. Sur une longue route, les navires circulent à la vitesse de 13,5 à 14 nœuds, assurant leur rentabilité.
Les cinq navires furent, par ordre de lancement : 
- l'Afric (1899) ;
- le Medic (1899) ;
- le Persic (1899) ;
- le Runic (1901) ;
- le Suevic (1901).

Leur carrière sur cette ligne se révèle profitable. Elle est troublée, dans un premier temps, par la seconde guerre des Boers, qui entraîne la réquisition de ces navires comme transports de troupes. La carrière du Suevic est également troublée par un incident particulier : en 1907, après s'être échoué sur des rochers, il doit être coupé en deux à la dynamite, une nouvelle proue étant construite sur mesure pour remplacer la partie abandonnée. Les cinq navires servent également l'effort de guerre durant le premier conflit mondial. Le Persic et l'Afric sont torpillés durant ces opérations. Si le premier parvient à regagner le port, le second est définitivement perdu. Les quatre autres navires servent la White Star jusqu'à la fin des années 1920. Le Persic est alors démoli, tandis que les trois autres sont vendus à des sociétés norvégiennes, et coulées durant la Seconde Guerre mondiale.

## Conception et construction

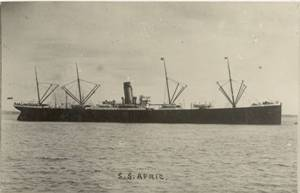
L'Afric est le premier navire de classe Jubilee mis en service.

Dans ses premières années, la White Star Line tirait un important profit de la ligne australienne, sur laquelle a notamment navigué son premier vapeur, le Royal Standard en 1863. Après la faillite de la société et son rachat par Thomas Henry Ismay, la ligne australienne est abandonnée, et ce n'est que trente ans plus tard que les dirigeants de la compagnie décident de rouvrir cette ligne. C'est dans cette optique que sont commandés les cinq navires de classe Jubilee (en référence au jubilé de la reine Victoria qui se déroule alors), trois devant être livrés en 1899, et les deux autres en 1901.
Le premier navire est l'Afric est lancé en novembre 1898, et effectue sa traversée inaugurale en février 1899 entre Liverpool et New York. Cette première traversée sert de voyage d'essai au navire, qui retourne ensuite en chantier pour sept mois de transformations. Le Medic est terminé au même moment, et entre en service au mois d'août. Construit légèrement plus tard, le Persic est lancé le 7 septembre, et entre en service en décembre. Son arrivée permet à la White Star Line de stabiliser son « service colonial » à destination de l'Australie.
Alors que les trois premiers navires connaissent un succès croissant, les chantiers Harland & Wolff mettent en construction les deux navires suivants. L'expérience des trois premiers paquebots permet de faire un certain nombre de modifications et améliorations. Ce sont les premiers navires acquis par la compagnie au XXe siècle. Le Runic et le Suevic entrent ainsi en service dans les premiers mois de l'année 1901. 

## Navires

### Afric
Lancé le 16 novembre 1898, l'Afric est d'abord essayé sur la ligne de New York en février 1899, puis, après plusieurs mois de modifications, il est remis en service en septembre. Après avoir servi de transport de troupes de 1900 à 1902 dans le cadre de la seconde guerre des Boers, le paquebot reprend son service sur la ligne de Sydney.
Durant la Première Guerre mondiale, l'Afric poursuit son service commercial. Le 12 février 1917, il est repéré et torpillé par le sous-marin allemand UC-66, et coule en faisant 22 victimes.

### Medic

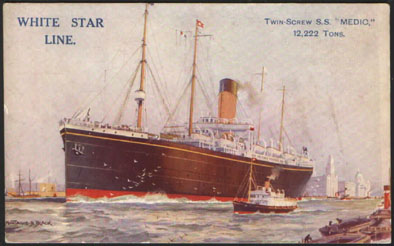
Le Medic est le deuxième navire de la série.

Le Medic est lancé le 15 décembre 1898, mais les travaux d'achèvement sont retardés par les modifications apportées à l'Afric. La carrière du Medic se poursuit ensuite sans véritables troubles à l'exception de réquisitions durant la seconde guerre des Boers et la Première Guerre mondiale.
Après la guerre, le navire reste sur la ligne de Sydney aux côtés de ses trois jumeaux rescapés du conflit, jusqu'en décembre 1927. Il est ensuite revendu à une firme norvégienne qui le renomme Hektoria et s'en sert comme fabrique d'huile de baleine. Dès 1928, le navire retrouve pavillon britannique, conservant le même nom et le même usage. Converti en pétrolier durant la Seconde Guerre mondiale, il est torpillé le 11 septembre 1942,.

### Persic
Lancé le 7 septembre 1899, le Persic est le troisième navire de classe Jubilee mis en service en 1899. Il effectue sa traversée inaugurale le 7 décembre, et son début de carrière n'est troublé que par une mission de transport de troupes durant la seconde guerre des Boers, durant laquelle il dessert Le Cap.
Durant la Première Guerre mondiale, le Persic est réquisitionné comme transport de troupes en 1917, et chargé d'amener des soldats américains en Europe. Le 12 septembre 1918, il est torpillé mais parvient à s'échouer dans un port sicilien. Il reprend son service commercial en 1920, après une refonte réduisant nettement sa capacité en passagers. En 1926, l'état de ses machines oblige à un remplacement trop coûteux. Le navire est donc envoyé à la démolition l'année suivante.

### Runic
Le Runic est lancé le 25 octobre 1900, et livré à la White Star Line à la toute fin de l'année, lui permettant d'effectuer sa traversée inaugurale au début de 1901. Il marque une rupture dans la classe de navires, en présentant un certain nombre d'amélioration, notamment en ce qui concerne le nombre de passagers transportables, et l'emplacement de la passerelle de navigation. Il connaît ensuite une carrière sans histoire, à l'exception d'un service comme transport de troupes et de matériel durant la Première Guerre mondiale.
Le Runic est retiré du service en 1929 et vendu à une compagnie londonienne qui l'utilise comme fabrique d'huile de baleine sous le nom de New Sevilla. Il est torpillé le 20 octobre 1940 par un sous-marin allemand.

### Suevic

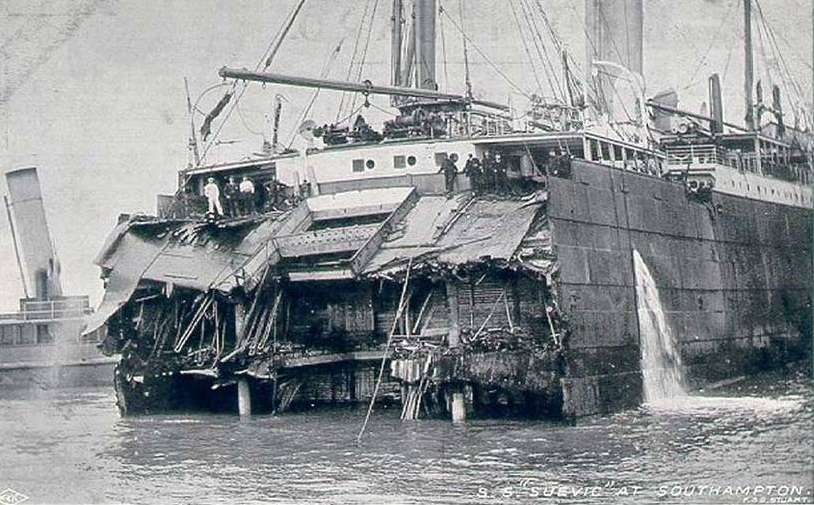
La poupe du Suevic est dans l'attente de sa nouvelle proue, en 1907.

Cinquième et dernier navire de classe Jubilee, le Suevic est lancé le 8 décembre 1900, et reprend les améliorations du Runic. Il entre en service en mars 1901, mais est presque aussitôt utilisé dans le cadre de la seconde guerre des Boers, et n'est intégré au service régulier à destination de l'Australie qu'en 1902.
Le navire est, des cinq paquebots, celui qui vit l'épisode le plus mémorable. Le 17 mars 1907, il s'échoue sur des rochers au large des côtes anglaises, et ne peut en être libéré. Une fois les passagers et la cargaison évacués, se pose la question du sauvetage du navire. Des tempêtes accroissent les dégâts subis par la proue du navire, et une action doit rapidement être entreprise. Il est finalement décidé de récupérer la partie arrière du paquebot, intacte. Pour cela, des charges de dynamite sont disposées de façon à casser le navire au niveau d'une cloison étanche. L'opération prend plusieurs jours, avant que la partie arrière du navire puisse regagner Southampton. Dans le même temps, les chantiers Harland & Wolff sont chargés de construire au navire une nouvelle proue sur mesure qui est lancée en octobre, et installée à la fin de l'année. Au début du mois de janvier 1908, le Suevic est de nouveau prêt à prendre la mer.
La carrière postérieure du Suevic ne souffre d'aucune conséquence négative à la suite de cet incident. Il poursuit sa carrière sur la route Australienne jusqu'en octobre 1928, à l'exception d'une interruption durant la Première Guerre mondiale. Comme le Medic et le Runic, il est transformé en baleinier, pour le compte d'une compagnie norvégienne qui le renomme Skytteren. En avril 1940, le navire doit être stationné dans le port neutre de Göteborg pour échapper aux effets de la Seconde Guerre mondiale. En 1942, son équipage tente une sortie pour atteindre la Grande-Bretagne, mais le navire est intercepté par une patrouille allemande, et sabordé par ses marins.

## Caractéristiques

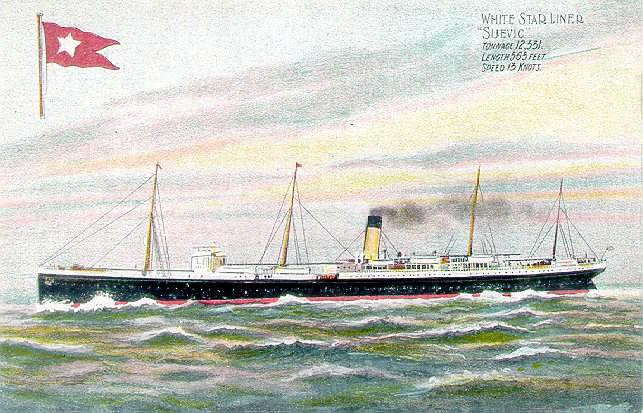
Cette vue de profil du Suevic met en évidence le placement différent de la passerelle de navigation, comparé aux premiers navires de la classe Jubilee.

Les paquebots de classe Jubilee ont un tonnage évoluant entre les 11 948 tjb de l'Afric, et les 12 531 tjb du Suevic,. Leurs dimensions restent pour leur part proches, avec environ 170 mètres de long pour 19 de large. Leur silhouette est également semblable, avec une unique cheminée aux couleurs de la compagnie (jaune chamois à manchette noire) et quatre mâts servant principalement à la charge des cargaisons. Il semble que les plans d'origine aient prévu que les navires portent des voiles, finalement abandonnées.
Les quatre navires ont recours à une propulsion similaire, assurée par des machines alternatives à quadruple expansion actionnant deux hélices. Ils peuvent ainsi atteindre une vitesse de 13,5 à 14 nœuds en moyenne. La silhouette des paquebots diffère cependant entre le trio mis en service en 1899 et le duo de 1901 sur un point : tandis que sur les premiers, la passerelle de navigation est située juste à l'avant de la passerelle, elle est placée entre les deux mâts avant sur le Runic et le Suevic, pour assurer une meilleure visibilité à l'équipage.
Principalement destinés au transport de marchandises, les navires disposent de sept vastes cales pouvant transporter 100 000 carcasses d'animaux. Les passagers sont pour leur part logés dans une partie du navire située légèrement à l'arrière du centre du navire, sur les ponts supérieurs. Les trois premiers paquebots sont conçus pour transporter avec un certain confort 320 passagers de classe « cabine ». Le Suevic et le Runic sont pour leur part conçus pour transporter 400 passagers de troisième classe. Cependant, l'évolution du trafic conduit à une refonte, en 1920, qui ramène leur capacité à 260 passagers de classe « cabine ».